# Alfred Seiler
Alfred Seiler (* 18. Dezember 1950) ist ein früherer deutscher Fußballspieler.
Der Abwehrspezialist spielte Anfang der 1970er Jahre gemeinsam mit Dieter Mietz, Gerhard Neuser und Erwin Maslowski in der seinerzeit zweithöchsten deutschen Spielklasse, der Fußball-Regionalliga 1972/73 und 1973/74 für die Sportfreunde Siegen.
Anschließend wechselte er zum FK Pirmasens, die 1974 zu den Gründungsmitgliedern der 2. Bundesliga gehörten. Pirmasens wurde Vizemeister in der Südgruppe der damals noch zweigeteilten Liga, und Seiler bestritt 34 von 38 möglichen Spielen und erzielte 11 Tore. In der darauffolgenden Saison bestritt er für Pirmasens 28 Spiele und erzielte 16 Tore.
Vor der Saison 1976/77 wechselte Seiler zu Kickers Offenbach. Hier gelangen bei 17 Einsätzen 3 Tore, bevor er kurzzeitig in die Nordgruppe der Liga zu Preußen Münster wechselte und dort ebenfalls in 17 Spielen 4 Treffer erzielte.
Zur Saison 1977/78 kehrte er zu den Offenbacher Kickers zurück. Für diesen Verein bestritt er in den beiden folgenden Jahren insgesamt weitere 62 Spiele (17 Tore).
Sein letztes Zweitligajahr absolvierte Seiler in der Saison 1979 für den SV Darmstadt 98 (36 Spiele, 4 Tore), bevor er zurück zu den Sportfreunden Siegen wechselte. Kurz darauf musste er seine Karriere allerdings aufgrund einer schweren Knieverletzung beenden.
Heute betreibt Alfred Seiler eine Gaststätte in Neunkirchen (Siegerland). Insgesamt bestritt er 194 Zweitligaspiele, in denen er 55 Tore erzielte – und nie eine gelbe Karte sah oder gar des Feldes verwiesen wurde.